# アリーヤ・ムスタフィナ
アリーヤ・ファルガトヴナ・ムスタフィナ （ロシア語：Алия Фархатовна Мустафина, 英語：Aliya Farkhatovna Mustafina, 1994年9月30日 - ）は、ロシアのエゴリエフスク出身の女子体操競技選手。民族的にはタタール人に属する。

## 略歴
父親は1976年モントリオールオリンピックのグレコローマンスタイルレスリングの銅メダリスト、ファルハト・ムスタフィン。妹のナリーヤもロシア・ナショナルチームに所属している。
2007年の国際ジュニア体操競技大会では個人総合と種目別4種目で銀メダルを獲得する。（全種目の優勝はアメリカのレベッカ・ブロスであった。）
2009年のロシア選手権・個人総合を14歳で制し、体操JAPAN CUPでは団体と個人総合で銀メダルを獲得した。
シニアデビューとなった2010年は、世界選手権で個人総合は1位、種目別では全種目で決勝に進出。決勝は団体総合で全種目に出場してロシアに19年ぶりとなる金メダル、個人総合ではロシアにホルキナ以来7年ぶりとなる金メダル、種目別でも3種目で銀メダルを獲得している。
2011年4月、ベルリンで開催された欧州選手権では予選を圧倒的な強さで通過したものの、決勝の跳馬で「アマナール」（価値点6.3）の着地に失敗し左足に重傷を負ったため棄権となった。直ちに専門医のいるミュンヘンで直ちに手術を受け、同年の世界選手権は欠場した。
迎えた2012年ロンドンオリンピックでは怪我から復活し、団体で銀メダル、個人総合で銅メダル、種目別段違い平行棒で金メダル、床で銅メダルを獲得した。
跳馬と段違い平行棒に自身の名がつく技を持っている。
跳馬は「ロンダートから1/2ひねり前転跳び前方伸身宙返り1回ひねり（価値点6.0）」。
段違い平行棒は「後方かかえ込み2回宙返り1回半ひねり下り（E）」。

## 主な成績
| 年   | 大会                       | 団体総合 | 個人総合 |   |   |   |   |
| ---- | -------------------------- | -------- | -------- | - | - | - | - |
| 2009 | ロシア選手権               | 1        | 1        |   | 2 | 1 | 3 |
| 2009 | ジャパンカップ（千葉）     | 2        | 2        |   |   |   |   |
| 2009 | ロシアカップ               |          | 1        |   |   |   |   |
| 2010 | 欧州選手権（バーミンガム） | 1        |          |   | 2 | 2 | 8 |
| 2010 | ジャパンカップ（東京）     | 1        | 3        |   |   |   |   |
| 2010 | ロシアカップ               |          |          | 1 | 1 | 3 | 1 |
| 2010 | 世界選手権（ロッテルダム） | 1        | 1        | 2 | 2 | 7 | 2 |